# Georg Hetzelein
Georg Hetzelein (* 18. Oktober 1903 in Hofstetten bei Roth; † 21. Dezember 2001 in Regelsbach) war ein deutscher Maler, Lehrer und Heimatkundler. Er gilt als Vertreter fränkischer Landschaftsmalerei.

## Leben und Wirken
Georg Hetzelein wuchs in Nürnberg auf und studierte an der Lehrerbildungsanstalt Schwabach und von 1924 bis 1928 an der Staatsschule für angewandte Kunst in Nürnberg. Von 1929 bis 1965 war er Lehrer, ab 1935 in Regelsbach, wo er auch ab 1935 lebte.
Sein malerisches Werk umfasst Hunderte von Landschaftsaquarellen, die die typische fränkische Heide- und Föhrenlandschaft wiedergeben. Nach dem Zweiten Weltkrieg, den er in Bozen als Soldat miterlebte, veröffentlichte er Bildbücher aus dem zerstörten Nürnberg.
Im Jahr 1934 hatte er eine Liaison mit der Schriftstellerin Marieluise Fleißer, der er über hundert oft erotische Briefe mit Zeichnungen schickte. Diese wurden erst nach dem Tod Fleißers entdeckt und befinden sich jetzt im Fleißer-Archiv in Ingolstadt.
Er veröffentlichte 18 bebilderte Zeichenbücher, die meist seine fränkische Heimat zum Thema hatten. In über 200 Aufsätzen und Essays schrieb er, auch für die Nürnberger Nachrichten, über seine Heimatregion. Von zahlreichen Studienreisen überwiegend nach Südeuropa brachte er umfangreiche Skizzen und Zeichnungen mit nach Hause. 1998 erhielt er, 95-jährig, den Anerkennungspreis für Malerei im Rahmen des Kunstpreises der Nürnberger Nachrichten.
Er ist Namensgeber der Georg-Hetzelein-Straße in Schwabach.

## Ausstellung
- 1952–2001: Zahlreiche Ausstellungsbeteiligungen, meist im Raum Nürnberg, aber auch in Dresden (1953), Stockholm (1962), Rennes (1969) und Würzburg (1985)